# Prince of Persia: The Sands of Time
Prince of Persia: The Sands of Time är ett actionäventyrsspel och pussel-plattformsspel utvecklat och utgivet av Ubisoft. Det tillkännagavs i mars 2003 och släpptes i november samma år till Playstation 2, Xbox, Gamecube, Game Boy Advance och Microsoft Windows. The Sands of Time är en reboot av Prince of Persia-serien, skapad av Jordan Mechner. Mechner arbetade som kreativ konsult, designer och scenarioförfattare till The Sands of Time. År 2004 utvecklades en version till mobiltelefoner och utgavs i Nordamerika av Gameloft.
Spelet berättar historien om en icke-namngiven prins vars far anfaller en indisk stad som snabbt betvingas, inte minst för att stadens maharadja blir förrådd av sin vesir. Under anfallet får prinsen en artefakt, en dolk vid namn Dagger of Time, medan hans fars armé erövrar ett timglas som innehåller Sands of Time. Prinsen besöker Azad för att presentera sanden som en gåva till stadens härskare, men vesiren lurar prinsen till att frigöra sanden, vilket förvandlar stadens invånare till vilda monster. Tillsammans med maharajans dotter Farah kämpar prinsen för att rätta till sitt misstag och föra tillbaka sanden till timglaset. Spelet kretsar kring prinsens förmågor att röra sig vid plattformar och strider mot varelser som skapats av sanden. En viktig mekanik i spelet är att använda dolken för att spola tillbaka tiden. Om prinsen gör ett misstag i sina plattformsmoment kan den utnyttjas för att döda och frysa fiender.
Spelet fick ett positivt mottagande under dess lansering, vann flera utmärkelser och betraktas av flera recensenter och spelare som ett av de bästa spelen genom tiderna. Spelet sålde inledningsvis långsamt, men blev i efterhand en kommersiell framgång. Dess framgång ledde till utvecklingen av en uppföljare, Prince of Persia: Warrior Within, som släpptes i november 2004. Ytterligare spel inom Sands of Time-universumet utvecklades, och spelet är ofta nämnt som skälet till att Prince of Persia-seriens popularitet återupptogs.

## Spelupplägg
Prince of Persia: The Sands of Time är ett actionäventyrsspel och pussel-plattformsspel. Spelaren styr huvudpersonen, en icke-namngiven prins från ett rike i Persien. Spelets miljöer ses genom ett styrbart tredjepersonsperspektiv. Kamerans placering ändras till olika positioner när vissa områden upptäcks eller vissa handlingar utförs. Prinsen kan förflyttas i alla riktningar, och han kan manipulera stora föremål såsom block och spakar anslutna till mekanismer. Hans hälso- och kraftmätare är representerade i det övre vänstra hörnet av skärmen. Prinsen återställer sin hälsa genom att dricka vatten från bassänger och fontäner. När spelaren samlar på sig sand ökas prinsens kraft, och genom att dricka från dolda magiska fontäner ökas prinsens maximala hälsa. Under spelet får prinsen hjälp av sin kamrat Farah, som skjuter pilar på fiender, men hennes pilar kan också träffa prinsen om han hamnar i hennes skottlinje. Monster kommer att attackera henne, och om hon dödas kommer spelet att avslutas.
När prinsen utforskar miljön navigerar han genom områden fyllda med fällor: dessa fällor omfattar spikgropar, pilfällor, väggmonterade svärd och sågar, och snurrande spetsiga pålar. Prinsens huvudsakliga manöver är vägglöpning, en handling där han springer upp på och längs en vägg i ett visst avstånd, och antingen landar på eller hoppar till en plattform. Prinsens andra akrobatiska förmågor är att klättra på avsatser, gå längs balkar, gunga på och hoppa från stolpar, hoppa på och mellan pelare och svinga sig från ett rep. Stora miljöpussel påträffas under prinsens resa, som sträcker sig över flera områden i stora rum. Många pussel kräver Farahs hjälp för att slutföras. I strider kämpar prinsen mot monster som skapats av sanden som infekterat slottets invånare. Ett enda kommando utlöser olika kontextuella rörelser beroende på position och riktad rörelse, medan andra specialrörelser såsom kullerbytteattacker och studsande från väggar mot fiender kräver ytterligare kommandon. Fiender kan endast dödas genom att de huggs med Dagger of Time, som samlar upp sanden från deras kroppar.
Sanden som prinsen samlar från fiender och miljön är knutna till hans magiska förmågor, vilka i sin tur är kopplade till dolken. Dess mest grundläggande kraft är Rewind, vilket gör det möjligt för prinsen att spola tillbaka tiden med upp till tio sekunder om han gör ett misstag i sitt plattformande eller dör. I strider kan prinsen även sakta ner tiden i sin omedelbara närhet, frysa tiden för en enda fiende, och frysa tiden helt så att han kan attackera sina fiender i hög hastighet medan de inte kan röra sig. Varje användning av kraften förbrukar en Sand Tank, och när den är tom kommer alla krafter vara otillgängliga tills mer sand har samlats in. Mer kraftfulla förmågor, såsom att frysa tiden, drivs av Power Tanks. Ju fler Power Tanks spelaren äger, desto fler nya sandbaserade krafter kan denne låsa upp. Prinsen börjar med en liten mängd sand till sitt förfogande, men kapaciteten kan utökas genom att sand samlas från fiender och sandmoln som är utspridda runt slottet. Stora sandkolonner i slottet erbjuder visioner av framtida områden som prinsen kommer besöka och fungerar som sparpunkter.
Game Boy Advance-versionen delar de grundläggande elementen med sina konsolmotsvarigheter. Det visas från ett sidscrollande perspektiv där prinsen navigerar Azads palats genom att använda sina akrobatiska färdigheter. Rewind-förmågan finns fortfarande för att rädda prinsens liv, och är också involverad när det gäller att lösa några pussel och i strider mot bossar. Nya rörelser och förmågor erhåller prinsen genom att utföra rörelser och lösa pussel. Farah presenteras som en spelbar figur i vissa delar, där växlingen mellan de två figurerna är nyckeln till vissa pussel. Mobilversionen är ett liknande sidscrollande spel, med enkla pussel och fällor. Krafterna som är kopplade till sanden är frånvarande, men fiender måste ändå dödas med dolken. Det finns tre fiendetyper: bågskyttar, flygande fiender och fotsoldater.

## Handling
Berättelsen utspelar sig i Persien under 900-talet, och börjar med att prinsen berättar om sina äventyr för en osynlig lyssnare. Prinsen och hans far Shahramans armé passerar genom Indien för att besöka sultanen av Azad. En lokal maharadjas vesir, som vill förhindra sin död med hjälp av ett ämne som kallas Sands of Time (Tidens sand), lockar dem till att angripa maharajans palats, där sanden är förvarad. Under anfallet stjäl prinsen en artefakt vid namn Dagger of Time (Tidens dolk), och maharajans dotter Farah tas som en gåva till sultanen av Azad. Prinsen besöker Azad och blir lurad av vesiren till att frigöra sanden, vilket förvandlar alla förutom prinsen, vesiren och Farah (vilka beskyddas av dolken, en stav respektive en medaljong) till vilda monster. Vesiren försöker ta dolken från prinsen, men prinsen flyr och allierar sig senare med Farah för att rätta till sitt misstag och förhindra sanden från att sprida sig över hela världen, men han tvivlar på hennes lojalitet och motiv.
Prinsen tar sig igenom Azads palats och kommer till sandens timglas i Tower of Dawn (Morgontornet), men han tvekar när han följer Farahs anvisningar om att behärska sanden, då han är osäker på om han kan lita på henne. De hamnar i ett bakhåll av vesiren; de lyckas knappt fly med dolken och hamnar i ett gravvalv under staden. De tar sedan skydd i ett mystiskt badhus, där de vilar upp och får växande känslor för varandra. När prinsen vaknar upp tillbaka i palatset har Farah försvunnit med dolken, och lämnat sin medaljong till prinsen. Han följer henne och lyckas komma ikapp henne precis när hon blir knuffad över en avsats ovanför timglaset av monster. För att rädda prinsen låter sig Farah falla till sin död. Medan prinsen sörjer hennes död erbjuder vesiren honom ett evigt liv i utbyte mot dolken. Prinsen vägrar och hugger timglaset med dolken. Tiden spolas tillbaka till före anfallet mot maharajans palats och prinsen, som fortfarande bär på dolken och alla sina minnen, går i förväg för att varna Farah om vesirens förräderi. Det är nu avslöjat att prinsen har berättat sin historia för Farah, och när han avslutar den kommer vesiren för att döda honom. Prinsen dödar vesiren och ger tillbaka dolken till Farah, som tror att hans berättelse bara var ett påhitt. När de tar avsked av varandra nämner prinsen ett ord som hon sa till honom under deras tid i gravvalvet, vilket lämnar henne förvånad.

## Utveckling

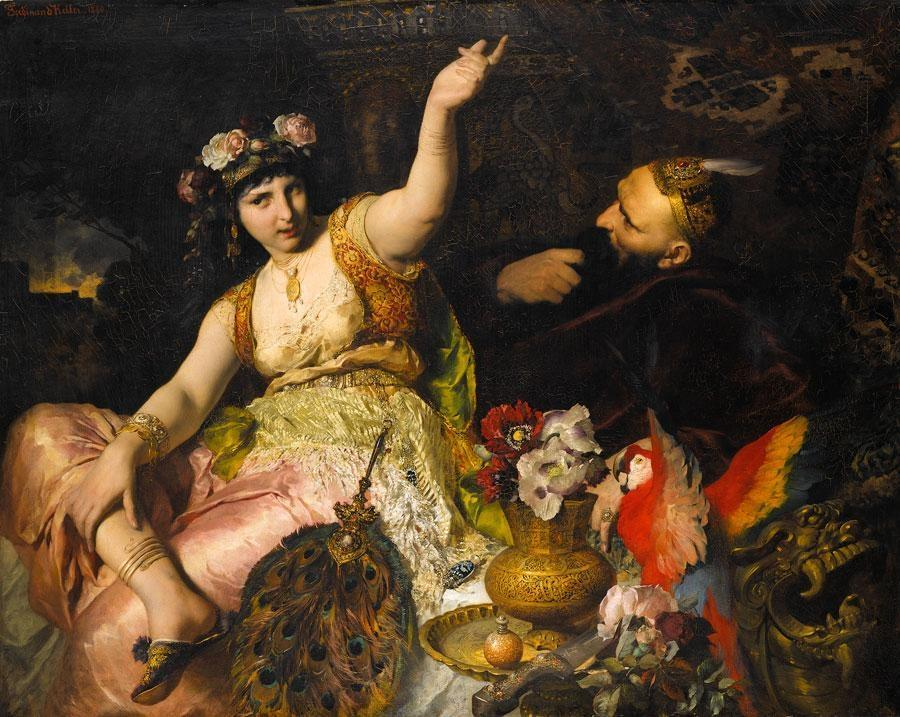
Under utvecklingen av spelet tog arbetslaget inspiration från sagosamlingen Tusen och en natt. Tavlan heter "Scheherazade och Shahriâr", målad av Ferdinand Keller 1880.

Utvecklingen av det inledande konceptarbetet för The Sands of Time började under andra kvartalet 2001, efter att Ubisoft hade köpt Prince of Persia-licensen. Medan Ubisoft ägde Prince of Persia-katalogen tillhörde fortfarande den faktiska immaterialrätten spelseriens skapare Jordan Mechner, men han var tidigare ovillig att återvända till serien efter hans dåliga erfarenheter med Prince of Persia 2: The Shadow and the Flame och Prince of Persia 3D. Spelet utvecklades av Ubisoft Montreal, som också var ett år inne i utvecklingen av Splinter Cell. Efter att Ubisoft frigjort resurser bjöd de över Mechner för att hjälpa till i utvecklingen av spelet, visade honom sitt koncept och idéer i filformatet AVI. Mechner var imponerad av Ubisofts arbete och anslöt som en kreativ konsult. Han blev snart mer involverad i projektet, och blev spelets designer och författare. I juni 2001 inleddes den fulla produktionen, och som mest utvecklades spelet av en personal på 65 personer, internt kallad "PoP Team". Utvecklingen löpte parallellt med utvecklingen av Splinter Cell, och som en del av utvecklingslagets efterforskning läste de Tusen och en natt, en samling sagor som kommer från Mellanöstern och som Mechner tidigare använt som inspiration när han designade det ursprungliga Prince of Persia-spelet. Under produktionen arbetade arbetslaget med över 150 olika versioner innan den slutgiltiga versionen.
Produktionslaget kom på spelets titel, men den ursprungliga berättelsen som var uppbyggd kring titeln visade sig vara omöjlig att ha. Det ursprungliga förslaget hade nio figurer (inklusive prinsen, två kärleksintressen, två skurkar, och två stödfigurer) som representerar olika politiska fraktioner, och spelet skulle utspela sig i prinsens eget palatshem i stället för i ett annat rike. Denna handling hindrade andra aspekter av utvecklingen, och blev till sist skrotad. Arbetslaget började om från början och återvände till "The Sands of Time"-titeln och konceptet. Fyra nyckelelement beslutades för spelet: "Enighet av tid och plats", där spelet äger rum under tjugofyra timmar i Azads palats; "Akrobatik", med hänvisning till spelupplägget och hur miljön konstruerades kring detta koncept; "Strid", där slottet fylls med monster för att ge spelet och historien en fartfylld känsla; och "Rewind", förmågan att spola tillbaka och manipulera tiden. Ett av de tidiga besluten som fattades av produktionslaget var att inte hänvisa till Prince of Persia 3D i någon grad i utformningen av spelupplägget, utan istället referera till originalspelet från 1989. De planerade att fånga den ursprungliga känslan av ett plattformsspel i ett äventyr i en 3D-miljö. Rewind-mekaniken började som en önskad idé till spelet, som kvarstod från den första omskrivningen av berättelsen och kom att bli nyckeln till både historien och spelupplägget. Dagger of Time och sanden var båda skapta ur behovet av att förklara denna mekanik i själva spelet. Det ursprungliga konceptet var att helt enkelt använda dolken för att spola tillbaka tiden och skingra fiender, men dess krafter utökades successivt till dess nuvarande funktion. Huvudpersonens akrobatik utformades till att vara nyskapande inom datorspelsmediet, och inspirerades av liknande stunts som utfördes i Crouching Tiger, Hidden Dragon och Matrix. Ett datorspel som gav inspiration till prinsens akrobatiska förmågor var Tony Hawk Pro Skater. Element såsom att använda stegar i strider, och att rida på en flygande matta eller en häst, klipptes bort tidigt under utvecklingen. Rewind-funktionen föreslogs av spelets regissör Patrice Desilets, baserat på sina erfarenheter i spelet Donald Duck: Goin Quackers, där han hade velat spola tillbaka tiden efter att ha gjort ett misstag i en nivå, snarare än att starta om hela nivån.

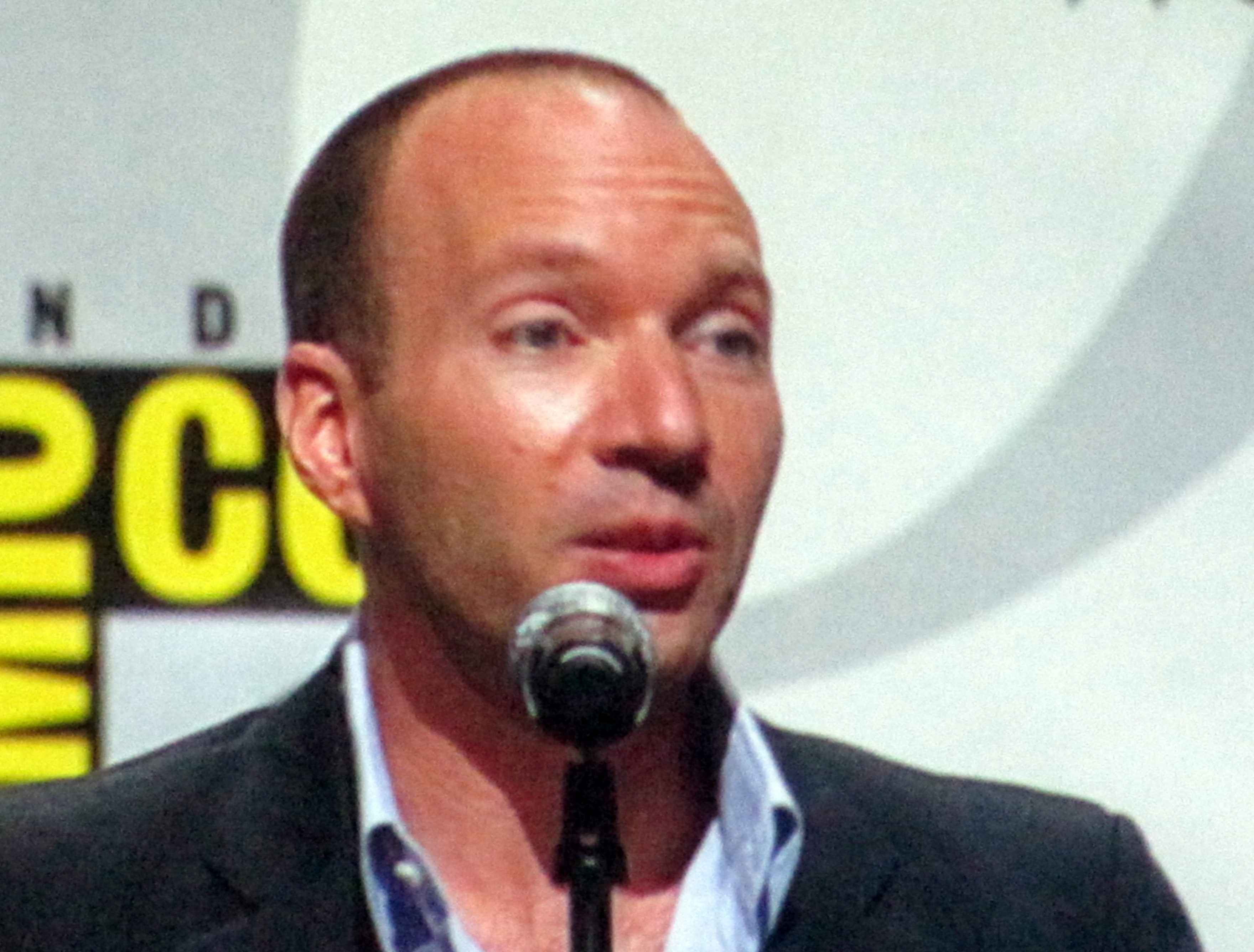
Jordan Mechner, författare och speldesigner för The Sands of Time, på Wondercon 2010.

Förproduktionen beräknades ursprungligen ske på tio månader, men utvidgades i slutändan  till fjorton månader. Varje gång en ny manöver eller kraft skapades till prinsen krävdes det justeringar till flera andra system, eftersom det skulle inneburit försämringar i spelupplägget om detta inte gjordes. De behövde också göra justeringar till fiendernas och partnerns artificiella intelligens, och de hade inte tid att polera dessa system. Allt detta innebar att jobbet med buggar startade mycket senare än ursprungligen planerat. Prinsen hade över 780 skriptade rörelser, långt mer än någon annan figur i spelet. Detta orsakade problem med att skapa rörelser för de övriga figurerna. För att göra figurrörelser realistiska använde arbetslaget motion capture för att animera deras rörelser. Art director Raphael Lacoste gick inte med i arbetslaget förrän i juli 2002, långt in i spelets produktion, vilket resulterade i flera förseningar i skapandet av spelets miljöer. Detta problem förvärrades av behovet av att producera en demo inför Electronic Entertainment Expo 2003, och sedan leverera ett helt spel med samma om inte en högre kvalitet än demoversionen. Varje miljö behövde fungera för prinsens uppsättning av rörelser och krafter: det arbete som krävdes innefattade att kontrollera varje Rewind-sekvens, och att var och en av prinsens rörelser i, och dess påverkan på, miljön fungerade. Dessa problem förvärrades av det försenade iordningställandet av miljöernas kartor. I efterhand beklagade producenten Yannis Mallat det faktum att de inte hade tillräckligt med tid för att räkna ut de problem som orsakades av dessa utmaningar. Trots dessa problem inkluderade andra delar av produktionen speltestning, hantering av kreativa verktyg och ett smidigt integrerat testsystem. Ett omnämnt exempel var när arbetslaget hittade en testare som var bra på att hitta allvarliga fel. De bjöd in henne i en av deras testgrupper och gav henne ett development kit som hon kunde använda för att sortera ut buggarna. Detta kunde replikeras vilket kraftigt ökade mängden buggar som kunde hittas och lösas. Utvecklingslagets entusiasm var också hög, vilket gjorde problemlösningen möjlig under utvecklingen. Efter E3 avsåg arbetslaget lansera The Sands of Time som två spel så att de skulle kunna omfatta allt önskat innehåll, men denna idé skrotades. En annan faktor som behövdes klippas bort efter demot var en bossi form av en grip som skulle dyka upp tre gånger under prinsens resa.
Spelet körs på en uppdaterad version av företagets spelmotor Jade, som byggdes för Beyond Good & Evil. När arbetslaget såg kapaciteten av Jade beslöt de sig för att använda den till The Sands of Time. Arbetslaget förbättrade motorn genom att lägga till ytterligare gång- och löpningsanimationer, vilket möjliggjorde jämnare figurrörelser. De gjorde även slumpvisa animationer för figuren. Motorn gjorde att redigeringen och finjusteringen av spelet blev mycket enkelt på grund av dess verktyg. Med detta som stödjepunkt kunde de fokusera på snabb integrering av nya element i spelet, och kunde också göra snabba tester och justeringar. Arbetslaget utvecklade "substans"- och "glöd"-system, som vart och ett aktiverade naturliga rörelser av tyger och gav blixtnedslag en "magisk" känsla. Det sätt på vilket motorn strukturerades, med alla redskap i en enda tillgänglig mapp, visade sig vara problematiskt när ändringar behövde göras eller nya funktioner behövde läggas till. Detta på grund av att arbetslagets storlek innebar att alltför många personer hade tillgång till motorn vilket orsakade att data skrevs över, att filer skadades och att hela systemet kraschade. De försökte att lösa problemet med hjälp av en "data-apa"-lösning som skulle möjliggöra samtidig åtkomst, men det kom sent i utvecklingen och de riskerade inte att göra en sådan radikal förändring av systemet. Istället satte de upp en filserver för att hantera incheckningstiderna, vilket skulle kunna göra det möjligt att hantera åtkomster och prioritera extra viktigt arbete.

### Skapandet av berättelsen
Mechner skapade scenariot och skrev spelets manus. Medan Mechner gjorde sin forskning för manuset läste han en översättning av Shahnameh, en episk dikt som skrevs av Ferdousi mellan 1000- och 1100-talet. När Mechner läste igenom det hjälpte det visualisera den nye prinsen som en mer mogen figur än den ursprungliga. Trots detta kände Mechner att figuren inte fullt ut kunde dela de "obekymrade" delarna av Tusen och en natt. I efterhand ansåg Mechner också att denna oförmåga att lösa denna inneboende konflikt gav figuren sin charm. Mechner inkluderade även specifika hänvisningar i prinsens dialog till berättelser från Shahnameh. Historien och prinsen skapades för nykomlingarna till spelserien. Huvudscenariot baserades runt en andra chans, medan ett outtalat antikrigstema  också skrevs till av Mechner och presenterades i spelets första nivå. Mechner skapade Dagger of Time som ett föremål för både spelupplägget och berättandet inom fyra centrala koncept som skapades av arbetslaget. Dess förvärv av prinsen inspirerades direkt av inledningen av Jakten på den försvunna skatten, som tidigare hade inspirerat hans skildring av prinsen i det ursprungliga Prince of Persia. Azads palats var utformat till att vara prinsens "lekplats", medan vissa scener som utvecklade prinsens karaktär (exempelvis det inledande anfallet mot maharajans palats, och att aktivera Azads fällor på uppdrag av en galen vakt) var avsiktligt tänkta att vara moraliskt tvivelaktiga för spelaren men samtidigt öka empatin med figuren.

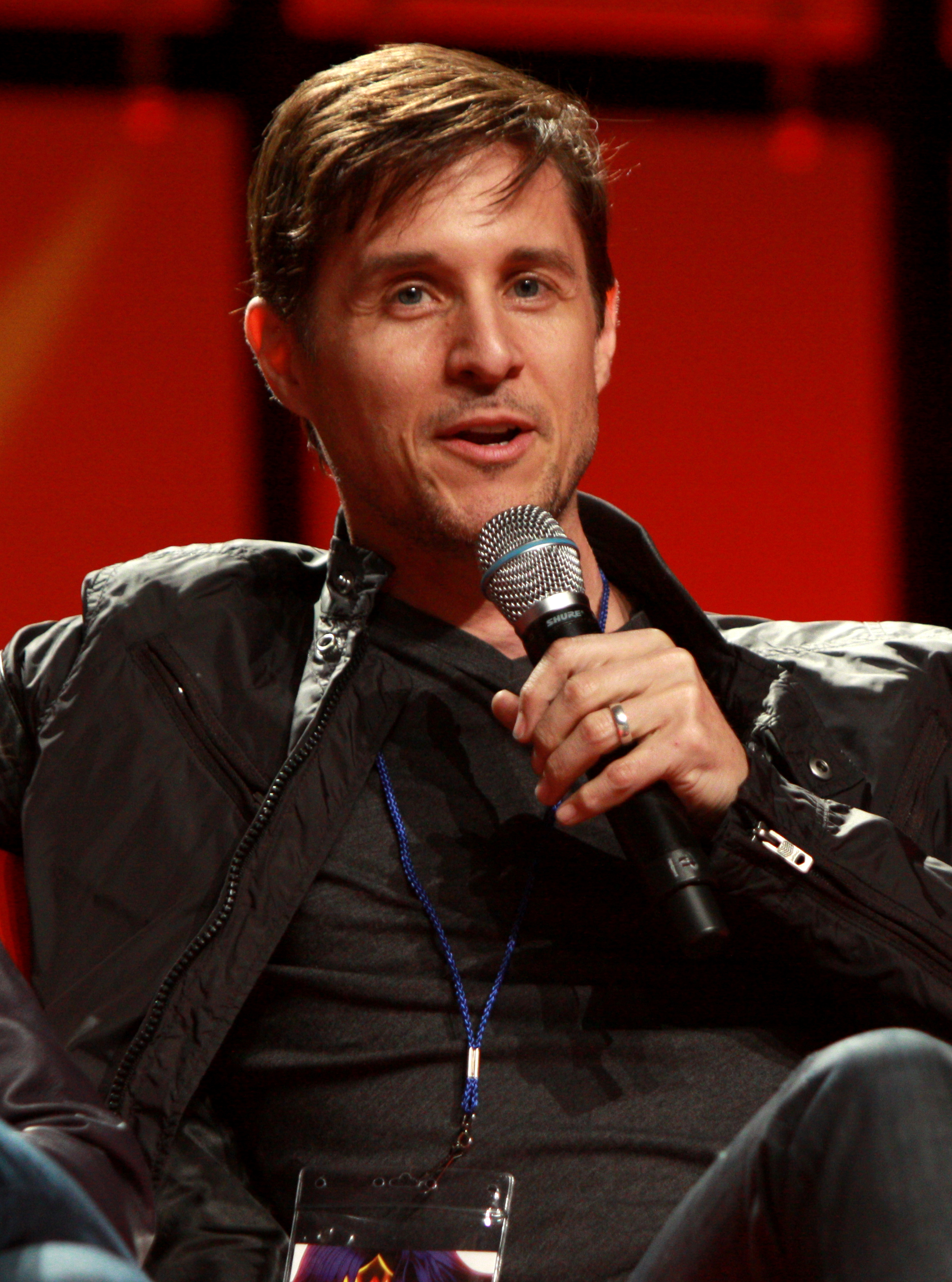
Prinsens röst gjordes av Yuri Lowenthal. Hans medverkan skulle visa sig bli omtyckt och han kom att återvända för att ge röst åt figuren i framtida spel efter The Sands of Time. Under en intervju från 2008 kände Lowenthal "att [han] på ett sätt gav upphov till den rollen".

Mechners största fokus för denna nya handling låg på att hålla berättelsen enkel och engagerande och genom sitt manusskrivande hålla filmsekvenser korta och föra in så mycket av berättelsen som möjligt i spelupplägget. Han avsåg också blanda berättande och spelgenrer som vanligtvis kan kollidera med varandra. De tre huvudpersonerna han skapade var hjälten (prinsen), skurken (vesiren) och den vackra flickan (Farah). Två icke-spelbara auktoriteter (prinsens far Shahraman och sultanen av Azad) lades till för tyngd till prinsens börda då de förvandlades till monster av sanden. De tre artefakterna som varje figur använde (dolken, Farahs medaljong och Vesirens stav) skapades för att förklara hur de kunde försvara sig mot sanden, där dolken också blev en integrerad del av spelet. Prinsens del i berättelsen var både svår och tillfredsställande för Mechner. Den behövde skrivas för att fungera på två plan: dels för att vara begriplig för förstagångsspelare, och dels för att få större betydelse vid framtida genomspelningar. Berättandet fungerade också som små tips till spelaren, och som en expansion av miljön och fördjupning av  upplevelsen. Bland hans citerade referenspunkter för berättelsen fanns 1940 års version av Tjuven i Bagdad, Edgar Allan Poes verk och filmer som Kvinna utan samvete och Sunset Boulevard. Prinsens interaktioner med Farah var också en viktig faktor. Som en del av deras samspel var Farah medvetet utformad för att inte vara en perfekt bågskytt, då hon ibland kan träffa prinsen om han förirrat sig in i hennes skottlinje. Trots detta behövdes ospecificerade funktioner som planerades för henne klippas bort.

### Ljud
Musiken till The Sands of Time komponerades av Stuart Chatwood från det kanadensiska rockbandet The Tea Party. Chatwood valdes ut av Ubisoft då de ville ha musik som innehöll persiska element som passade in i miljön utan att vara ren persisk musik. När Chatwood blev tillfrågad utökade han sitt musikbibliotek som en del av sin efterforskning. För att uppnå den önskade effekten blandades rockelement med orientalisk musik och melodier, ihop med indiska element. Chatwood använde olika instrument, inklusive en indisk tabla och stråkar, ihop med sångspår från Cindy Gomez och Maryem Tollar. Ett soundtrackalbum för spelet, Prince of Persia: The Sands of Time Soundtrack, släpptes i Japan den 20 oktober 2004 av Scitron Digital Content. Spår från spelet ingick i ett album med musik från både The Sands of Time och dess två uppföljare Warrior Within och The Two Thrones. Albumet Prince Of Persia The Official Trilogy Soundtrack släpptes av Ubisoft den 1 december 2005.
För ljudeffekter arbetade arbetslaget med ljudföretaget Dane Tracks för att skapa de flesta av spelets ljudeffekter, där resten gjordes av Ubisoft Montreal. För att få fienderna i spelet att sticka ut blandade ljudlaget "organiska och onda" ljudeffekter med viskande ljud, istället för att använda ljudeffekter som är kopplade till odöda väsen. Mechner handledde spelets röstinspelning. Ett av de okonventionella valen som arbetslaget gjorde var att inte stoppa spelet under dialoger, vilket innebar att spelare kunde missa stora delar av interaktionen mellan figurerna. Förutom den berättelsebaserade dialogen och skämten var kontextspecifika dialoger skrivna för vissa situationer. Över tusen dialograder skrevs ner, men mer än hälften av dem klipptes bort. För att underlätta röstinspelningen skapade inspelningslaget ett diagram för att hjälpa röstskådespelarna som spelar prinsen och Farah att tajma deras ordväxlingar korrekt. Bortsett från vissa undantag som spelas upp i turordning, gjordes alla Farahs kommentarer när prinsen gjorde en specifik handling till fristående svar.

## Lansering och mottagande
| Mottagande                         | Mottagande |
| Samlingsbetyg                      | Samlingsbetyg |
| Tjänst                             | Betyg |
| ---------------------------------- | --- |
| Gamerankings                       | 92.67% (66 recensioner) (Xbox) 92.12% (44 recensioner) (GC) 91.94% (79 recensioner) (PS2) 88.59% (27 recensioner) (PC) 72.77% (24 recensioner) (GBA) |
| Metacritic                         | 92/100 (44 recensioner) (PS2) 92/100 (41 recensioner) (Xbox) 92/100 (33 recensioner) (GC) 89/100 (32 recensioner) (PC) 75/100 (25 recensioner) (GBA) |
| Recensionsbetyg                    | |
| Publikation                        | Betyg |
| 1UP.com                            | A C+ (GBA) |
| Edge                               | [ 9 ] |
| Eurogamer                          | (GBA) |
| Famitsu                            | 37/40 (PS2) |
| Game Informer                      | (GBA) |
| Gamepro                            | (PS2) (GBA) |
| Gamespot                           | (PC) (GBA) |
| Gamespy                            | (GBA) |
| Gamereactor                        | (GBA) |
| Gamezone                           | (PS2, PC) (Xbox, GC) (GBA) |
| IGN                                | (PC) (GBA) |
| Nintendo Power                     | (GC) (GBA) |
| Official PlayStation Magazine (US) | (PS2) |
| Official Xbox Magazine             | (Xbox) |
| PC Gamer US                        | 79% (PC) |

The Sands of Time tillkännagavs i mars 2003. Det släpptes till Playstation 2, Xbox, Gamecube, Game Boy Advance och Microsoft Windows. Versionerna släpptes gradvis under oktober och november 2003. De olika versionerna hade flera skillnader i både grafik och kontrollscheman. I Gamecube- och Xbox-versioner ingår en dokumentär om skapandet av spelet. Gameloft utvecklade en version av spelet till mobiltelefoner, som släpptes i april 2004. Två versioner utvecklades för både hög- och lågprestandatelefoner. Genom att ansluta Gamecube- och Game Boy Advance-versionerna av spelet, gavs åtkomst till en portning av det ursprungliga Prince of Persia-spelet i Gamecube-versionen, ihop med möjligheten för prinsen att automatiskt generera hälsa. PS2-versionen släpptes i Japan i september 2004. Spelet utgavs i regionen av Sony Computer Entertainment Japan, som var imponerade av både dess kvalitet och popularitet i väst. The Sands of Time återutgavs senare med sina två uppföljare i en Europa-exklusiv Playstation 3-samling den 19 november 2010, med stöd för stereoskopisk 3D.
The Sands of Time fick ett positivt mottagande under dess lansering. Edge skrev att trots utmaningarna som orsakades av återkommande fiender "kan spelet inte rekommenderas starkt nog". Matt Casamassina från IGN ansåg att hela upplevelsen var njutbar, och skrev att "Oavsett om du är ett hårdkokt Prince of Persia-fan eller någon med ett milt intresse för actionäventyrsspel, The Sands of Time är ett måste att äga - en kommande klassiker som är värdig en permanent plats i din samling". 1UP.com ansåg att kamerakontrollen är "knepig", men skrev samtidigt att spelet "kommer få ditt bröst att explodera om du har ett hjärtfel (på ett bra sätt, förstås)". Greg Kasavin från Gamespot kallade det för "ett spel som kan rekommenderas helhjärtat". Både Eurogamer och Official Playstation Magazine jämförde spelets estetik och presentation med Ico. Francesca Reyes från Official Xbox Magazine gav spelet en positiv recension, berömde spelets berättelse och spelupplägg, men ansåg att striderna ibland var svåra och att spelet hade brist på nya färdigheter. Avslutningsvis berömde hon spelets hållbarhet: "När det hela är över är det perfekt tajmat för att lämna dig hungrig efter mer. Det är en fantastisk och ovanlig prestation som får dig att känna dig lycklig över att vara en spelare." Den japanska speltidningen Famitsu gav PS2-versionen en bra recension, och skrev att striderna var smidiga och utmanande, med likheter till det ursprungliga Prince of Persia-spelet, och en recensent betraktade prinsen som "färgglad".
PC-versionen fick samma beröm som konsolversionerna, men fick kritik för dess kontrollschema och kamerarespons. Game Boy Advance-versionen fick lägre betyg än PC- och konsolversionerna på grund av dess förminskade spelupplägg och presentation, men blev mestadels hyllat som en kompetent portning av huvudspelet. Nintendo Power skrev att de "akrobatiska rörelserna och uppfinningsrika fällorna har aldrig varit så fritt flytande som de är i [The Sands of Time]". Levi Buchanan från IGN recenserade mobilversionen och var imponerad av företagets anpassning av konsolversionens grundläggande handlingar och atmosfär, och gav mobilversionen betyget 9,5 av 10. Corey Padnos från 1UP var nöjd med prinsens akrobatiska förmågor och spelets allmänna prestanda, men beklagade samtidigt bristen på tidsbaserade mekaniker från huvudspelet och bristen på en berättelse.

### Försäljning
Under sin nordamerikanska debut drabbades spelet av dålig försäljning. I december hade PS2-versionen sålts i 218 000 exemplar, Xbox-versionen i 128 000 exemplar och Gamecube-versionen i 85 000 exemplar. Dess sammanlagda försäljning sedan dess utgivning vid denna tidpunkt uppgick till 272 000 (PS2), 172 000 (Xbox) och 100 000 exemplar (Gamecube). Det spekulerades i om dess dåliga försäljning påverkades av den samtidiga utgivningen av Beyond Good & Evil, ihop med andra framstående spel som utgavs vid den tidpunkten. Som svar på detta erbjöd Ubisoft gratiskopior av deras andra spel vid köp av The Sands of Time, vilket ökade försäljningen. Till och med 2006 har spelet sålt i 700 000 exemplar i Nordamerika, vilket beräknades omsätta 24 miljoner amerikanska dollar. Under sin debutvecka i Japan nådde spelet en sjunde plats på försäljningslistorna, och sålde 14 000 exemplar. Detta konstaterades vara högt för ett västerländskt spel som släpptes i Japan. Vid slutet av 2004 hade det sålts i 26 116 exemplar. I Europa var det bland de tio mest sålda spelen och sålde över två miljoner exemplar. Spelet kom att sälja i över 14 miljoner exemplar världen över.

### Utmärkelser
På E3 2003 fick The Sands of Time titeln "Årets spel". Spelet utsågs till "Editor's Choice" av Gamespot och IGN. Vid Game Critics Awards 2003 tilldelades spelet som "Bästa action/äventyrsspel". 2004 uppmärksammade Academy of Interactive Arts & Sciences spelet som "Årets konsolspel", "Årets action-plattforms- och konsolspel", och "Årets action/äventyrsdatorspel". Det prisades också för "Enastående bedrift inom datorspel", "Enastående bedrift inom speldesign", "Enastående bedrift inom visuell ingenjörskonst", "Enastående bedrift inom animation", och "Enastående bedrift inom spelingenjörskonst". På Game Developers Choice Awards 2004 vann spelet utmärkelserna "Förträfflighet inom speldesign", och "Förträfflighet inom programmering". Det var också nominerat i kategorierna "Årets spel" och "Förträfflighet inom bildkonst".
År 2009 rankades spelet som det 86:e bästa spelet på Nintendo-plattformar av Official Nintendo Magazine. Tidskriften prisade utvecklarens framgångsrika övergång från 2D till 3D. Både IGN och Edge placerade spelet bland deras 100 bästa spel genom tiderna åren 2005 respektive 2007. Computer and Video Games placerade det på sin lista från 2007 över de 101 bästa PC-spelen genom tiderna. Under 2010 rankade Gamepro spelet på 13:e plats över de bästa PS2-spelen genom tiderna.

## Eftermäle
Året efter spelets utgivning var spelet med i ett avsnitt av serien How It's Made, i ett segment tillägnat datorspelsproduktion. Spelet sades vara anledningen till att Prince of Persia-serien, tidigare ignorerat efter Prince of Persia 3D, återigen blev populärt inom spelvärlden. År 2004 började Mechner arbeta på en filmatisering, producerad av Jerry Bruckheimer. Filmen hade biopremiär år 2010. Spelets framgång resulterade i utvecklingen av en uppföljare. Spelet Prince of Persia: Warrior Within gjordes estetiskt mörkare av arbetslaget. Det släpptes i november 2004.  Flera andra uppföljare som äger rum i The Sands of Time-universumet följde. Flera aspekter av dess design, såsom förhållandet mellan prinsen och Farah, blev senare en viktig inspiration till en reboot från 2008.